# Ірмгардіс Зюхтельнська

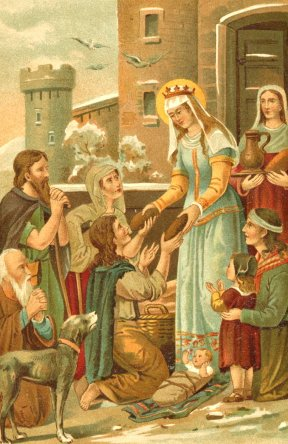
Свята Ірмгардіс серед бідних.

Ірмгардіс Зюхтельнська, також Ірменгарда Зюхтельнська (нім. Irmgard von Süchteln або нім. Irmgard/Irmengardis von Aspel, 1000 — бл. 1065–1089, Кельн, Німеччина) або Свята Ірмгардіс — німецька свята епохи Середньовіччя, шляхетна графиня, мощі якої були покладені в саркофаг (раку) і зберігаються у вівтарі кафедрального римо-католицького собору міста Кельн у Німеччині. Упродовж 1013–1085 років Ірмгардіс була графинею Аспеля. Після того як її батьки померли, вона роздала свої багатства лікарням, церквам і благодійним установам і жила простим життям в усамітненні. Свята Ірмгардіс здійснила три паломництва до Рима і провела свої останні роки в Кельні, де вона підримувала монастирі.

## Установи присвячені Святій Ірмгардіс в Німеччині
- Церква Св. Ірмгардіс в Зюхтельн, поблизу міста Фірзен (нім. Irmgardis-Kapelle)
- Лікарня Святої Ірмгардіс в Кельні (нім. St. Irmgardis-Krankenhaus)
- Католицька архиєпископська гімназія Святої Ірмгардіс в Кельні (нім. Irmgardis-Gymnasium in Köln)
- Дитсадок Святої Ірмгардіс у Фірзені (нім. Kindergarten St. Irmgardis)
- Братство Святої Ірмгардіс у Кевеларі (нім. St. Irmgardis-Bruderschaft 1663 e.V.)